# The Rising
The Rising é um álbum de Bruce Springsteen, lançado em 2002.

## Paradas e posições
| País/Parada (2002)                    | Melhor posição |
| ------------------------------------- | -------------- |
| Austrália (ARIA)                      | 4              |
| Áustria (Ö3 Austria Top 40)           | 2              |
| Bélgica (Ultratop Flandres)           | 2              |
| Bélgica (Ultratop Valônia)            | 3              |
| Canadá (Billboard)                    | 1              |
| Dinamarca (Hitlisten)                 | 1              |
| Países Baixos (Dutch Charts)          | 1              |
| European Albums (Music & Media)       | 1              |
| Finlândia (Suomen virallinen lista)   | 1              |
| França (SNEP)                         | 3              |
| Alemanha (Offizielle Deutsche Charts) | 1              |
| Irlanda (IRMA)                        | 2              |
| Itália (FIMI)                         | 1              |
| Nova Zelândia (RMNZ)                  | 12             |
| Noruega (VG-lista)                    | 1              |
| Polónia (ZPAV)                        | 15             |
| Escócia (Official Scottish Albums)    | 1              |
| Spanish Albums (PROMUSICAE)           | 1              |
| Suécia (Sverigetopplistan)            | 1              |
| Suíça (Schweizer Hitparade)           | 2              |
| Reino Unido (Official Albums Chart)   | 1              |
| Estados Unidos (Billboard 200)        | 1              |